# Cadlina luteomarginata
Cadlina luteomarginata MacFarland, 1966 è un mollusco nudibranchio appartenente alla famiglia Cadlinidae.

## Biologia
Si nutre di Porifera delle specie Aplysilla glacialis, Biemma rhadia, Leiosella idia, Zygherpe hyaloderma, dei generi Axinella, Desmacella, Dysidea (Dysidea amblia, Dysidea fragilis ecc), Halichondria, Higginsia, Hymendesmia, Mycale, Myxilla (Myxilla incrustans), Suberites.